# Serra do Mel
Serra do Mel este un oraș în Rio Grande do Norte (RN), Brazilia.